# Mistrovství světa v ledním hokeji 2019 (Divize I)
I. divize Mistrovství světa v ledním hokeji 2019 se hrálo v Astaně v Kazachstánu 29. dubna až 5. května a v Tallinnu v Estonsku 28. dubna až 4. května 2019.

## Herní systém
V divizi I hrálo 12 týmů. Ty byly rozděleny do skupiny A s šesti týmy a rovněž šestičlenné skupiny B. První dva týmy skupiny A postoupily do  elitní skupiny mistrovství světa, poslední sestoupil do skupiny B I. divize. Vítěz skupiny B postoupil do skupiny A I. divize, poslední z této skupiny sestoupil do skupiny A II. divize.

## Skupina A
Turnaj se odehrál 29. dubna až 5. května v Astaně.
| Tým         | Kvalifikace                                     |
| ----------- | ----------------------------------------------- |
| Bělorusko   | 15. místo v elitní skupině MS 2018 a sestup     |
| Jižní Korea | 16. místo v elitní skupině MS 2018 a sestup     |
| Kazachstán  | Pořadatel, 3. místo v Divizi I - skupině A 2018 |
| Maďarsko    | 4. místo v Divizi I - skupině A 2018            |
| Slovinsko   | 5. místo v Divizi I - skupině A 2018            |
| Litva       | 1. místo v Divizi I - skupině B 2018 a postup   |

### Výsledky
|  | Dva týmy postupující na Mistrovství světa v ledním hokeji 2020 (do elitní skupiny) |
|  | Jeden tým sestupující do skupiny B                                                 |

#### Tabulka
| Poř. | Tým         | Z | V | VP | PP | P | GV | GI | +/- | B  |
| ---- | ----------- | - | - | -- | -- | - | -- | -- | --- | -- |
| 1.   | Kazachstán  | 5 | 4 | 1  | 0  | 0 | 16 | 7  | +9  | 14 |
| 2.   | Bělorusko   | 5 | 3 | 0  | 1  | 1 | 14 | 12 | +2  | 10 |
| 3.   | Jižní Korea | 5 | 3 | 0  | 0  | 2 | 16 | 11 | +5  | 9  |
| 4.   | Slovinsko   | 5 | 2 | 0  | 0  | 3 | 21 | 12 | 9   | 6  |
| 5.   | Maďarsko    | 5 | 1 | 0  | 0  | 4 | 7  | 18 | -11 | 3  |
| 6.   | Litva       | 5 | 1 | 0  | 0  | 4 | 7  | 21 | -14 | 3  |

#### Zápasy
| 29. dubna 2019 8:30 | Maďarsko | 1-5 (1-1, 0-2, 0-2) | Jižní Korea | Barys Arena, Astana Návštěvnost: 922 |  |

| Report                                            |                                                   |                         | |                                                                                            |
| Bence Bálizs                                      | Bence Bálizs                                      | Brankáři                | Matt Dalton | Rozhodčí: Alexandre Garon Roy Stian Hansen Čároví: Nicolas Constantineau Markus Hagerstrom |
| János Hári (Vilmos Galló, Bence Stipsicz) – 15:46 | János Hári (Vilmos Galló, Bence Stipsicz) – 15:46 | 0–1 1–1 1–2 1–3 1–4 1–5 | 15:01 – Shin Sang-hoon 21:42 – Ahn Jin-hui (Kim Sang-wook, Kim Ki-sung) 28:06 – Kim Sang-wook (Jeon Jung-woo, Ahn Jin-hui) (PP) 48:48 – Kim Ki-sung (Kim Sang-wook, Ahn Jin-hui) 49:29 – Kim Sang-wook (Ahn Jin-hui) | Rozhodčí: Alexandre Garon Roy Stian Hansen Čároví: Nicolas Constantineau Markus Hagerstrom |
| 20 min                                            | 20 min                                            | Tresty                  | 8 min | Rozhodčí: Alexandre Garon Roy Stian Hansen Čároví: Nicolas Constantineau Markus Hagerstrom |
| 8                                                 | 8                                                 | Střely                  | 28 | Rozhodčí: Alexandre Garon Roy Stian Hansen Čároví: Nicolas Constantineau Markus Hagerstrom |

| 29. dubna 2019 12:00 | Litva | 3-4 (2–3, 0–0, 1–1) | Bělorusko | Barys Arena, Astana Návštěvnost: 625 |  |

| Report | |                             | |                                                                                    |
| Mantas Armalis | Mantas Armalis | Brankáři                    | Dmitri Milchakov | Rozhodčí: Christoffer Holm Yuri Oskirko Čároví: Frederic Monnaie Tobias Nordlander |
| Daniel Bogdziul (NÁJ.) – 02:52 Dainius Zubrus (Emilijus Krakauskas, Daniel Bogdziul) – 08:23 Paulius Gintautas (Ilja Četvertak, Bence Stipsicz) - 52:34 | Daniel Bogdziul (NÁJ.) – 02:52 Dainius Zubrus (Emilijus Krakauskas, Daniel Bogdziul) – 08:23 Paulius Gintautas (Ilja Četvertak, Bence Stipsicz) - 52:34 | 1–0 2–0 2–1 2–2 2–3 2–4 3–4 | 08:51 – Stanislav Lopachuk 15:52 – Sergei Malyavko (Alexander Malyavko) 16:35 – Geoff Platt (Evgeni Kovyrshin) 43:00 – Nikita Feoktistov (Yevgeni Lisovets, Nick Bailen) | Rozhodčí: Christoffer Holm Yuri Oskirko Čároví: Frederic Monnaie Tobias Nordlander |
| 4 min | 4 min | Tresty                      | 2 min | Rozhodčí: Christoffer Holm Yuri Oskirko Čároví: Frederic Monnaie Tobias Nordlander |
| 13 | 13 | Střely                      | 39 | Rozhodčí: Christoffer Holm Yuri Oskirko Čároví: Frederic Monnaie Tobias Nordlander |

| 29. dubna 2019 15:30 | Slovinsko | 2-3 (0–3, 2–0, 0–0) | Kazachstán | Barys Arena, Astana Návštěvnost: 7,923 |  |

| Report                                                                                         |                                                                                                |                     | |                                                                             |
| Matija Pintarič                                                                                | Matija Pintarič                                                                                | Brankáři            | Henrik Karlsson | Rozhodčí: Robin Šír Kristian Vikman Čároví: Roman Vyleta Alexander Waldejer |
| Anže Kuralt (Ken Ograjenšek) – 38:03 David Rodman (Anže Kopitar, Matic Podlipnik) (PP) – 38:24 | Anže Kuralt (Ken Ograjenšek) – 38:03 David Rodman (Anže Kopitar, Matic Podlipnik) (PP) – 38:24 | 0–1 0–2 0–3 1–3 2–3 | 03:54 – Nikita Mikhailis (Darren Dietz, Martin St. Pierre) (PP) 09:45 – Anton Nekryach 15:09 – Nikita Mikhailis (Dustin Boyd, Darren Dietz) (PP) | Rozhodčí: Robin Šír Kristian Vikman Čároví: Roman Vyleta Alexander Waldejer |
| 10 min                                                                                         | 10 min                                                                                         | Tresty              | 4 min | Rozhodčí: Robin Šír Kristian Vikman Čároví: Roman Vyleta Alexander Waldejer |
| 23                                                                                             | 23                                                                                             | Střely              | 34 | Rozhodčí: Robin Šír Kristian Vikman Čároví: Roman Vyleta Alexander Waldejer |

| 30. dubna 2019 12:00 | Jižní Korea | 5-3 (1-3, 3-0, 1-0) | Slovinsko | Barys Arena, Astana Návštěvnost: 780 |  |

| Report | |                                 | |                                                                                          |
| Matt Dalton | Matt Dalton | Brankáři                        | Matija Pintarič | Rozhodčí: Christoffer Holm Marc Alain Wiegand Čároví: Frederic Monnaie Tobias Nordlander |
| Kim Ki-sung (Kim Sang-wook) - 04:35 Kim Won-jun (Park Jin-Kyu, Jeon Jung-woo) - 27:40 Kim Sang-wook (Kim Ki-sung) (PH1) - 29:32 Kim Hyun-soo (Lee Yong-jun, Kim Won-jung) - 30:08 Shin Sang-hoon (Alex Plante) (PP) - 59:22 | Kim Ki-sung (Kim Sang-wook) - 04:35 Kim Won-jun (Park Jin-Kyu, Jeon Jung-woo) - 27:40 Kim Sang-wook (Kim Ki-sung) (PH1) - 29:32 Kim Hyun-soo (Lee Yong-jun, Kim Won-jung) - 30:08 Shin Sang-hoon (Alex Plante) (PP) - 59:22 | 1–0 1–1 1–2 1–3 2–3 3–3 4–3 5–3 | 08:32 - David Rodman (Anže Kopitar, Matic Podlipnik) (PH1) 12:05 - Ken Ograjenšek (Blaž Gregorc, Aleksandar Magovac) (PH1) 16:03 - Robert Sabolič (David Rodman, Anže Kopitar) | Rozhodčí: Christoffer Holm Marc Alain Wiegand Čároví: Frederic Monnaie Tobias Nordlander |
| 12 min | 12 min | Tresty                          | 4 min | Rozhodčí: Christoffer Holm Marc Alain Wiegand Čároví: Frederic Monnaie Tobias Nordlander |
| 24 | 24 | Střely                          | 44 | Rozhodčí: Christoffer Holm Marc Alain Wiegand Čároví: Frederic Monnaie Tobias Nordlander |

| 30. dubna 2019 15:30 | Bělorusko | 3–1 (1–0, 1–0, 1–1) | Maďarsko | Barys Arena, Astana Návštěvnost: 648 |  |

| Report | |                 |                                                        |                                                                       |
| Dmitri Milchakov | Dmitri Milchakov | Brankáři        | Ádám Vay                                               | Rozhodčí: Robin Šír Kristian Vikman Čároví: Park Jun-soo Roman Výleta |
| Nikita Feoktistov (Alexander Kitarov, Danil Bokun) – 04:32 Yevgeni Lisovets (Geoff Platt, Evgeni Kovyrshin) – 29:49 Geoff Platt (Nick Bailen, Artem Demkov) (PH2) – 45:29 | Nikita Feoktistov (Alexander Kitarov, Danil Bokun) – 04:32 Yevgeni Lisovets (Geoff Platt, Evgeni Kovyrshin) – 29:49 Geoff Platt (Nick Bailen, Artem Demkov) (PH2) – 45:29 | 1–0 2–0 3–0 3–1 | 54:31 – Vilmos Galló (János Vas, Bence Stipsicz) (PH1) | Rozhodčí: Robin Šír Kristian Vikman Čároví: Park Jun-soo Roman Výleta |
| 8 min | 8 min | Tresty          | 4 min                                                  | Rozhodčí: Robin Šír Kristian Vikman Čároví: Park Jun-soo Roman Výleta |
| 29 | 29 | Střely          | 30                                                     | Rozhodčí: Robin Šír Kristian Vikman Čároví: Park Jun-soo Roman Výleta |

| 1. května 2019 12:30 | Kazachstán | 3–1 (1–0, 1–0, 1–1) | Litva | Barys Arena, Astana Návštěvnost: 7,265 |  |

| Report | |                 |                                                        |                                                                                           |
| Henrik Karlsson | Henrik Karlsson | Brankáři        | Mantas Armalis                                         | Rozhodčí: Alexandre Garon Marc Alain Wiegand Čároví: Markus Hägerström Alexander Waldejer |
| Dustin Boyd (Brandon Bochenski, Anton Sagadeyev) (PH1) – 10:13 Nikita Kleshchenko (Anton Sagadeyev, Brandon Bochenski) – 31:21 Darren Dietz (Leonid Metalnikov, Henrik Karlsson) (PP) – 59:21 | Dustin Boyd (Brandon Bochenski, Anton Sagadeyev) (PH1) – 10:13 Nikita Kleshchenko (Anton Sagadeyev, Brandon Bochenski) – 31:21 Darren Dietz (Leonid Metalnikov, Henrik Karlsson) (PP) – 59:21 | 1–0 2–0 2–1 3–1 | 41:25 – Arvidas Domeika (Ilja Četvertak, Ugnius Čižas) | Rozhodčí: Alexandre Garon Marc Alain Wiegand Čároví: Markus Hägerström Alexander Waldejer |
| 0 min | 0 min | Tresty          | 6 min                                                  | Rozhodčí: Alexandre Garon Marc Alain Wiegand Čároví: Markus Hägerström Alexander Waldejer |
| 40 | 40 | Střely          | 13                                                     | Rozhodčí: Alexandre Garon Marc Alain Wiegand Čároví: Markus Hägerström Alexander Waldejer |

| 2. května 2019 8:30 | Litva | 1–4 (1–2, 0–2, 0–0) | Maďarsko | Barys Arena, Astana Návštěvnost: 513 |  |

| Report                                            |                                                   |                     | |                                                                                        |
| Mantas Armalis                                    | Mantas Armalis                                    | Brankáři            | Ádám Vay | Rozhodčí: Roy Stian Hansen Christoffer Holm Čároví: Frederic Monnaie Tobias Nordlander |
| Tadas Kumeliauskas (Arnoldas Bosas) (PH1) – 18:59 | Tadas Kumeliauskas (Arnoldas Bosas) (PH1) – 18:59 | 0–1 0–2 1–2 1–3 1–4 | 08:42 – István Bartalis (Krisztián Nagy, Bence Stipsicz) 15:26 – István Bartalis (Bence Szirányi, Kevin Wehrs) 26:14 – Csanád Erdély (János Vas, János Hári) (PH1) 36:04 – István Sofron (István Bartalis) | Rozhodčí: Roy Stian Hansen Christoffer Holm Čároví: Frederic Monnaie Tobias Nordlander |
| 4 min                                             | 4 min                                             | Tresty              | 31 min | Rozhodčí: Roy Stian Hansen Christoffer Holm Čároví: Frederic Monnaie Tobias Nordlander |
| 24                                                | 24                                                | Střely              | 41 | Rozhodčí: Roy Stian Hansen Christoffer Holm Čároví: Frederic Monnaie Tobias Nordlander |

| 2. května 2019 12:00 | Bělorusko | 4–1 (1–0, 0–0, 3–1) | Slovinsko | Barys Arena, Astana Návštěvnost: 555 |  |

| Report | |                     |                                       |                                                                                     |
| Dmitri Milchakov | Dmitri Milchakov | Brankáři            | Luka Gračnar                          | Rozhodčí: Alexandre Garon Marc Alain Wiegand Čároví: Markus Hägerström Park Jun-soo |
| Yegor Sharangovich (Yevgeni Lisovets, Artyom Kisly) (PH1) – 03:24 Oleg Yevenko (Geoff Platt, Evgeni Kovyrshin) – 45:42 Geoff Platt (Artem Demkov, Evgeni Kovyrshin) – 49:12 Artem Demkov (PP) – 58:49 | Yegor Sharangovich (Yevgeni Lisovets, Artyom Kisly) (PH1) – 03:24 Oleg Yevenko (Geoff Platt, Evgeni Kovyrshin) – 45:42 Geoff Platt (Artem Demkov, Evgeni Kovyrshin) – 49:12 Artem Demkov (PP) – 58:49 | 1–0 1–1 2–1 3–1 4–1 | 43:30 – Robert Sabolič (David Rodman) | Rozhodčí: Alexandre Garon Marc Alain Wiegand Čároví: Markus Hägerström Park Jun-soo |
| 12 min | 12 min | Tresty              | 6 min                                 | Rozhodčí: Alexandre Garon Marc Alain Wiegand Čároví: Markus Hägerström Park Jun-soo |
| 31 | 31 | Střely              | 21                                    | Rozhodčí: Alexandre Garon Marc Alain Wiegand Čároví: Markus Hägerström Park Jun-soo |

| 2. května 2019 15:30 | Jižní Korea | 1-4 (0–2, 0–1, 1–1) | Kazachstán | Barys Arena, Astana Návštěvnost: 5,766 |  |

| Report                                           |                                                  |                     | |                                                                                   |
| Matt Dalton                                      | Matt Dalton                                      | Brankáři            | Henrik Karlsson | Rozhodčí: Yuri Oskirko Kristian Vikman Čároví: Nicolas Constantineau Roman Výleta |
| Shin Sang-woo (Kim Hyun-soo, Cho Min-ho) – 50:13 | Shin Sang-woo (Kim Hyun-soo, Cho Min-ho) – 50:13 | 0–1 0–2 0–3 1–3 1–4 | 03:57 – Pavel Akolzin (Alexei Maklyukov, Leonid Metalnikov) 16:46 – Leonid Metalnikov (Nikita Mikhailis, Brandon Bochenski) 29:45 – Dmitri Shevchenko (Talgat Zhailauov, Darren Dietz) 52:30 – Nikita Kleshenko (Nikita Mikhailis, Martin St. Pierre) | Rozhodčí: Yuri Oskirko Kristian Vikman Čároví: Nicolas Constantineau Roman Výleta |
| 4 min                                            | 4 min                                            | Tresty              | 6 min | Rozhodčí: Yuri Oskirko Kristian Vikman Čároví: Nicolas Constantineau Roman Výleta |
| 18                                               | 18                                               | Střely              | 39 | Rozhodčí: Yuri Oskirko Kristian Vikman Čároví: Nicolas Constantineau Roman Výleta |

| 3. května 2019 15:30 | Maďarsko | 0–6 (0–1, 0–3, 0–2) | Slovinsko | Barys Arena, Astana Návštěvnost: 1,012 |  |

| Report                |                       |                         | |                                                                                    |
| Ádám Vay Bence Bálizs | Ádám Vay Bence Bálizs | Brankáři                | Luka Gračnar | Rozhodčí: Roy Stian Hansen Yuri Oskirko Čároví: Nicolas Constantineau Park Jun-soo |
|                       |                       | 0–1 0–2 0–3 0–4 0–5 0–6 | 13:57 – Miha Štebih (Jan Drozg, Boštjan Goličič) 20:59 – Jan Drozg (Robert Sabolič, Anže Kopitar) (PH1) 23:16 – Jan Drozg (Miha Zajc, Boštjan Goličič) 30:22 – Anže Kuralt (Aleksandar Magovac) 54:11 – Anže Kopitar (David Rodman) 58:33 – Andrej Hebar (Žiga Pance) | Rozhodčí: Roy Stian Hansen Yuri Oskirko Čároví: Nicolas Constantineau Park Jun-soo |
| 6 min                 | 6 min                 | Tresty                  | 6 min | Rozhodčí: Roy Stian Hansen Yuri Oskirko Čároví: Nicolas Constantineau Park Jun-soo |
| 25                    | 25                    | Střely                  | 34 | Rozhodčí: Roy Stian Hansen Yuri Oskirko Čároví: Nicolas Constantineau Park Jun-soo |

| 4. května 2019 10:00 | Jižní Korea | 1–2 (0–1, 0–0, 1–1) | Litva | Barys Arena, Astana Návštěvnost: 321 |  |

| Report                                          |                                                 |             | |                                                                                    |
| Matt Dalton                                     | Matt Dalton                                     | Brankáři    | Mantas Armalis | Rozhodčí: Christoffer Holm Kristian Vikman Čároví: Roman Výleta Alexander Waldejer |
| Kim Sang-wook (Kim Ki-sung, Lee Don-ku) – 42:26 | Kim Sang-wook (Kim Ki-sung, Lee Don-ku) – 42:26 | 0–1 1–1 1–2 | 13:16 – Tadas Kumeliauskas (Nerijus Ališauskas, Arnoldas Bosas) (PH1) 49:32 – Paulius Gintautas (Artūras Katulis) | Rozhodčí: Christoffer Holm Kristian Vikman Čároví: Roman Výleta Alexander Waldejer |
| 4 min                                           | 4 min                                           | Tresty      | 4 min | Rozhodčí: Christoffer Holm Kristian Vikman Čároví: Roman Výleta Alexander Waldejer |
| 35                                              | 35                                              | Střely      | 24 | Rozhodčí: Christoffer Holm Kristian Vikman Čároví: Roman Výleta Alexander Waldejer |

| 4. května 2019 13:30 | Kazachstán | 3–2 PP (2–0, 0–1, 0–1 - 1–0) | Bělorusko | Barys Arena, Astana Návštěvnost: 7,418 |  |

| Report | |                     |                                                                                                 |                                                                                    |
| Henrik Karlsson | Henrik Karlsson | Brankáři            | Dmitri Milchakov                                                                                | Rozhodčí: Alexandre Garon Robin Šír Čároví: Nicolas Constantineau Frederic Monnaie |
| Nikita Mikhailis (Martin St. Pierre, Brandon Bochenski) – 08:36 Talgat Zhailauov (Evgeni Rymarev) – 15:12 Arkadi Shestakov (Alikhan Asrov, Leonid Metalnikov) – 63:42 | Nikita Mikhailis (Martin St. Pierre, Brandon Bochenski) – 08:36 Talgat Zhailauov (Evgeni Rymarev) – 15:12 Arkadi Shestakov (Alikhan Asrov, Leonid Metalnikov) – 63:42 | 1–0 2–0 2–1 2–2 3–2 | 26:49 – Artem Demkov (Geoff Platt) 44:16 – Nikita Feoktistov (Artyom Volkov, Alexander Kitarov) | Rozhodčí: Alexandre Garon Robin Šír Čároví: Nicolas Constantineau Frederic Monnaie |
| 4 min | 4 min | Tresty              | 10 min                                                                                          | Rozhodčí: Alexandre Garon Robin Šír Čároví: Nicolas Constantineau Frederic Monnaie |
| 42 | 42 | Střely              | 17                                                                                              | Rozhodčí: Alexandre Garon Robin Šír Čároví: Nicolas Constantineau Frederic Monnaie |

| 5. května 2019 8:30 | Slovinsko | 9-0 (2–0, 4–0, 3–0) | Litva | Barys Arena, Astana Návštěvnost: 361 |  |

| Report | |                                     |                               |                                                                                      |
| Luka Gračnar | Luka Gračnar | Brankáři                            | Mantas Armalis Laurynas Lubys | Rozhodčí: Yuri Oskirko Marc Alain Wiegand Čároví: Nicolas Constantineau Park Jun-soo |
| Robert Sabolič (Sabahudin Kovačevič, Anže Kopitar) – 03:54 Jan Drozg (Miha Zajc, Jurij Repe) – 16:16 Anže Kopitar (Sabahudin Kovačevič, Robert Sabolič) – 28:16 Tadej Čimžar (Matic Podlipnik, Andrej Hebar) – 28:48 Boštjan Goličič (Jan Drozg, Miha Zajc) – 34:47 Ken Ograjenšeko (Anže Kuralt, Miha Verlič) – 39:29 Jan Drozg (Miha Zajc, Boštjan Goličič) – 49:05 Aleksandar Magovac (Luka Kalan) – 55:23 Jan Drozg (Luka Kalan) – 59:01 | Robert Sabolič (Sabahudin Kovačevič, Anže Kopitar) – 03:54 Jan Drozg (Miha Zajc, Jurij Repe) – 16:16 Anže Kopitar (Sabahudin Kovačevič, Robert Sabolič) – 28:16 Tadej Čimžar (Matic Podlipnik, Andrej Hebar) – 28:48 Boštjan Goličič (Jan Drozg, Miha Zajc) – 34:47 Ken Ograjenšeko (Anže Kuralt, Miha Verlič) – 39:29 Jan Drozg (Miha Zajc, Boštjan Goličič) – 49:05 Aleksandar Magovac (Luka Kalan) – 55:23 Jan Drozg (Luka Kalan) – 59:01 | 1–0 2–0 3–0 4–0 5–0 6–0 7–0 8–0 9-0 |                               | Rozhodčí: Yuri Oskirko Marc Alain Wiegand Čároví: Nicolas Constantineau Park Jun-soo |
| 18 min | 18 min | Tresty                              | 10 min                        | Rozhodčí: Yuri Oskirko Marc Alain Wiegand Čároví: Nicolas Constantineau Park Jun-soo |
| 35 | 35 | Střely                              | 31                            | Rozhodčí: Yuri Oskirko Marc Alain Wiegand Čároví: Nicolas Constantineau Park Jun-soo |

| 5. května 2019 10:00 | Bělorusko | 1-4 (1–0, 0-1, 0-3) | Jižní Korea | Barys Arena, Astana Návštěvnost: 349 |  |

| Report                             |                                    |                     | |                                                                                        |
| Dmitri Milchakov                   | Dmitri Milchakov                   | Brankáři            | Matt Dalton | Rozhodčí: Roy Stian Hansen Kristian Vikman Čároví: Frederic Monnaie Alexander Waldejer |
| Artem Demkov (Geoff Platt) - 02:39 | Artem Demkov (Geoff Platt) - 02:39 | 1-0 1-1 1-2 1-3 1-4 | 28:48 - Shin Sang-Hoon 49:07 – Shin Sang-Hoon (Alex Plante, Cho Min-ho) 56:36 – Shin Sang-Hoon (Lee Chong-hyun) 58:47 – Shin Sang-Hoon (Cho Min-ho) (PP) | Rozhodčí: Roy Stian Hansen Kristian Vikman Čároví: Frederic Monnaie Alexander Waldejer |
| 0 min                              | 0 min                              | Tresty              | 4 min | Rozhodčí: Roy Stian Hansen Kristian Vikman Čároví: Frederic Monnaie Alexander Waldejer |
| 30                                 | 30                                 | Střely              | 23 | Rozhodčí: Roy Stian Hansen Kristian Vikman Čároví: Frederic Monnaie Alexander Waldejer |

| 5. května 2019 15:30 | Kazachstán | 3-1 (0–0, 1–0, 2–1) | Maďarsko | Barys Arena, Astana Návštěvnost: 7,096 |  |

| Report | |                 |                                        |                                                                                  |
| Sergei Kudryavtsev | Sergei Kudryavtsev | Brankáři        | Bence Bálizs                           | Rozhodčí: Christoffer Holm Robin Šír Čároví: Markus Hägerström Tobias Nordlander |
| Nikita Mikhailis (Nikita Kleshenko, Sergei Kudryavtsev) – 23:50 Anton Nekryach (Evgeni Rymarev, Talgat Zhailauov) (PH1) – 41:52 Evgeni Rymarev (Talgat Zhailauov, Darren Dietz) (PH1) – 57:15 | Nikita Mikhailis (Nikita Kleshenko, Sergei Kudryavtsev) – 23:50 Anton Nekryach (Evgeni Rymarev, Talgat Zhailauov) (PH1) – 41:52 Evgeni Rymarev (Talgat Zhailauov, Darren Dietz) (PH1) – 57:15 | 1-0 2–0 2–1 3–1 | 45:51 – István Sofron (Bence Szirányi) | Rozhodčí: Christoffer Holm Robin Šír Čároví: Markus Hägerström Tobias Nordlander |
| 2 min | 2 min | Tresty          | 8 min                                  | Rozhodčí: Christoffer Holm Robin Šír Čároví: Markus Hägerström Tobias Nordlander |
| 35 | 35 | Střely          | 32                                     | Rozhodčí: Christoffer Holm Robin Šír Čároví: Markus Hägerström Tobias Nordlander |

## Statistiky

### Kanadské bodování
Toto je pořadí hráčů podle dosažených bodů, za jeden vstřelený gól nebo přihrávku na gól získal hráč jeden bod.
| Poř. | Hráč             | Záp. | G | A | Body | +/− | PTM |
| ---- | ---------------- | ---- | - | - | ---- | --- | --- |
| 1.   | Jan Drozg        | 5    | 5 | 2 | 7    | +7  | 4   |
| 2.   | Kim Sang-uk      | 5    | 4 | 3 | 7    | +3  | 0   |
| 3.   | Geoff Platt      | 5    | 3 | 4 | 7    | +3  | 0   |
| 4.   | Anže Kopitar     | 5    | 2 | 5 | 7    | +2  | 2   |
| 5.   | Shin Sang-hoon   | 5    | 6 | 0 | 6    | +4  | 8   |
| 6.   | Nikita Mikhailis | 5    | 4 | 2 | 6    | +1  | 0   |
| 7.   | Artem Demkov     | 5    | 3 | 2 | 5    | +3  | 0   |
| 8.   | Robert Sabolič   | 5    | 3 | 2 | 5    | +2  | 4   |
| 9.   | Kim Ki-sung      | 5    | 2 | 3 | 5    | +2  | 2   |
| 10.  | Darren Dietz     | 5    | 1 | 4 | 5    | −4  | 2   |

### Hodnocení brankářů
Pořadí nejlepších pěti brankářů na mistrovství podle úspěšnosti zásahů v procentech, brankář musel mít odehráno minimálně 40 % hrací doby za svůj tým.
| Poř. | Hráč             | Čas    | OG | POG  | PS  | Úsp%  | ČK |
| ---- | ---------------- | ------ | -- | ---- | --- | ----- | -- |
| 1.   | Luka Gračnar     | 178:47 | 3  | 1,01 | 83  | 96,51 | 2  |
| 2.   | Matt Dalton      | 299:30 | 11 | 2,20 | 163 | 93,68 | 0  |
| 3.   | Henrik Karlsson  | 243:42 | 6  | 1,48 | 65  | 91,55 | 0  |
| 4.   | Dmitrij Milčakov | 237:47 | 8  | 2,02 | 78  | 90,70 | 0  |
| 5.   | Ádám Vay         | 149:17 | 8  | 3,22 | 67  | 89,33 | 0  |

## Skupina B
Turnaj se odehrál 28. dubna až 4. května v Tallinnu.
| Tým        | Kvalifikace                                     |
| ---------- | ----------------------------------------------- |
| Polsko     | 6. místo v Divizi I - skupině A 2018 a sestup   |
| Japonsko   | 2. místo v Divizi I - skupině B 2018            |
| Estonsko   | Pořadatel, 3. místo v Divizi I - skupině B 2018 |
| Ukrajina   | 4. místo v Divizi I - skupině B 2018            |
| Rumunsko   | 5. místo v Divizi I - skupině B 2018            |
| Nizozemsko | 1. místo v Divizi II - skupině A 2018 a postup  |

### Výsledky
|  | Jeden tým postupující do skupiny A           |
|  | Jeden tým sestupující do skupiny A divize II |

### Tabulka
| Poř. | Tým        | Z | V | VP | PP | P | GV | GI | +/- | B  |
| ---- | ---------- | - | - | -- | -- | - | -- | -- | --- | -- |
| 1.   | Rumunsko   | 5 | 3 | 2  | 0  | 0 | 18 | 9  | +9  | 13 |
| 2.   | Polsko     | 5 | 4 | 0  | 1  | 0 | 27 | 13 | +14 | 13 |
| 3.   | Japonsko   | 5 | 2 | 0  | 0  | 3 | 16 | 17 | -1  | 6  |
| 4.   | Estonsko   | 5 | 1 | 1  | 1  | 2 | 15 | 16 | -1  | 6  |
| 5.   | Ukrajina   | 5 | 1 | 0  | 1  | 3 | 17 | 20 | -3  | 4  |
| 6.   | Nizozemsko | 5 | 1 | 0  | 0  | 4 | 7  | 25 | -18 | 3  |

### Zápasy
| 28. dubna 2019 12:00 | Ukrajina | 2-3 (1-2, 1-1, 0-0) | Japonsko | Tondiraba Icehall, Tallinn Návštěvnost: 450 |  |

| Report                                                             |                                                                    |                     | |                                                           |
| Bogdan Dyachenko                                                   | Bogdan Dyachenko                                                   | Brankáři            | Michikazu Hata | Rozhodčí: Mads Frandsen Čároví: Toivo Tilku Yevgeni Yudin |
| 08:16 Vitali Lyalka (Andriy Mikhnov) 39:46 Pylyp Pangelov-Yuldashe | 08:16 Vitali Lyalka (Andriy Mikhnov) 39:46 Pylyp Pangelov-Yuldashe | 0-1 1-1 1-2 1-3 2-3 | 04:43 Yushiroh Hirano (Hiroto Sato, Yuri Terao) 12:52 H. Sato (Hirano) 37:42 Tetsuya Saito (Yushi Nakayashiki, Kohei Sato) | Rozhodčí: Mads Frandsen Čároví: Toivo Tilku Yevgeni Yudin |
| 6 min                                                              | 6 min                                                              | Tresty              | 22 min | Rozhodčí: Mads Frandsen Čároví: Toivo Tilku Yevgeni Yudin |
| 22                                                                 | 22                                                                 | Střely              | 26 | Rozhodčí: Mads Frandsen Čároví: Toivo Tilku Yevgeni Yudin |

| 28. dubna 2019 15:30 | Rumunsko | 4-3 SN (2-0, 0-2, 1-1 - 0-0, 1-0) | Estonsko | Tondiraba Icehall, Tallinn Návštěvnost: 1,543 |  |

| Report | |                             | |                                                             |
| Patrik Polc | Patrik Polc | Brankáři                    | Villem-Henrik Koitmaa | Rozhodčí: Kristijan Nikolic Čároví: Jake Davis Jonas Merten |
| 07:22 Szilárd Rokaly (Tamás Részegh, Anton Butochnov) 18:44 Attila Góga (Huba Bors, Roberto Gliga) 42:44 Pavlo Borysenko (Roberto Gliga) Szilárd Rokaly - rozh. náj, | 07:22 Szilárd Rokaly (Tamás Részegh, Anton Butochnov) 18:44 Attila Góga (Huba Bors, Roberto Gliga) 42:44 Pavlo Borysenko (Roberto Gliga) Szilárd Rokaly - rozh. náj, | 1-0 2-0 2-1 2-2 3-2 3-3 4-3 | 27:26 Andrei Makrov (Aleksandr Ossipov, Robert Rooba) 30:33 Robert Rooba (Andrei Makrov, Saveli Novikov) 49:24 Silver Kerna (Robert Rooba) | Rozhodčí: Kristijan Nikolic Čároví: Jake Davis Jonas Merten |
| 6 min | 6 min | Tresty                      | 6 min | Rozhodčí: Kristijan Nikolic Čároví: Jake Davis Jonas Merten |
| 30 | 30 | Střely                      | 39 | Rozhodčí: Kristijan Nikolic Čároví: Jake Davis Jonas Merten |

| 28. dubna 2019 19:00 | Nizozemsko | 1-8 (1-1, 0-2, 0-5) | Polsko | Tondiraba Icehall, Tallinn Návštěvnost: 352 |  |

| Report                                 |                                        |                                     | |                                                                  |
| Tomislav Hrelja Martijn Oosterwijk     | Tomislav Hrelja Martijn Oosterwijk     | Brankáři                            | Przemysław Odrobny | Rozhodčí: Geoffrey Barcelo Čároví: Ivan Nedeljković Gašper Zganc |
| Ernesto Klem (Joey Oosterveld) - 13:06 | Ernesto Klem (Joey Oosterveld) - 13:06 | 1-0 1-1 1-2 1-3 1-4 1-5 1-6 1-7 1-8 | 17:40 - Bartłomiej Neupauer (Arkadiusz Kostek, Damian Kapica) 33:34 - Filip Komorski (Bartłomiej Jeziorski) 35:42 - Alan Łyszczarczyk (Mateusz Gościński) 41:59 - Filip Komorski (Alan Łyszczarczyk, Damian Kapica) (PH) 44:00 - Patryk Wronka (Marcin Kolusz, Oskar Jaśkiewicz) 46:31 - Krystian Dziubiński (Marci Kolusz) 48:00 - Adam Domogała 50:03 - Bartłomiej Neupauer (Alan Łyszczarczyk) | Rozhodčí: Geoffrey Barcelo Čároví: Ivan Nedeljković Gašper Zganc |
| 4 min                                  | 4 min                                  | Tresty                              | 6 min | Rozhodčí: Geoffrey Barcelo Čároví: Ivan Nedeljković Gašper Zganc |
| 7                                      | 7                                      | Střely                              | 61 | Rozhodčí: Geoffrey Barcelo Čároví: Ivan Nedeljković Gašper Zganc |

| 29. dubna 2019 12:00 | Japonsko | 2-3 (2–0, 0–2, 0–1) | Rumunsko | Tondiraba Icehall, Tallinn Návštěvnost: 240 |  |

| Report | |                     | |                                                             |
| Michikazu Hata                                                                                             | Michikazu Hata                                                                                             | Brankáři            | Patrik Polc | Rozhodčí: Miklos Haszonits Čároví: Jonas Merten Toivo Tilku |
| Yushi Nakayashiki (Tetsuya Saito, Keigo Minoshima) – 13:16 Kohei Sato (Keigo Minoshima, Goshi Ito) – 17:59 | Yushi Nakayashiki (Tetsuya Saito, Keigo Minoshima) – 13:16 Kohei Sato (Keigo Minoshima, Goshi Ito) – 17:59 | 1–0 2–0 2–1 2–2 2–3 | 33:15 – Tamás Részegh (PH) 34:04 – Gergő Bíró (Péter Balázs, Mircea Constantin) 56:37 – Alpár Salló (Gergő Bíró, Pavlo Borysenko) | Rozhodčí: Miklos Haszonits Čároví: Jonas Merten Toivo Tilku |
| 2 min | 2 min | Tresty              | 6 min | Rozhodčí: Miklos Haszonits Čároví: Jonas Merten Toivo Tilku |
| 27 | 27 | Střely              | 27 | Rozhodčí: Miklos Haszonits Čároví: Jonas Merten Toivo Tilku |

| 29. dubna 2019 15:30 | Polsko | 7-3 (2–1, 4–1, 1–1) | Ukrajina | Tondiraba Icehall, Tallinn Návštěvnost: 579 |  |

| Report | |                                         | |                                                                  |
| John Murray | John Murray | Brankáři                                | Artur Ohandzhanyan Bogdan Dyachenko | Rozhodčí: Kristijan Nikolic Čároví: David Nothegger Gašper Zganc |
| Damian Kapica (Patryk Wronka, Mateusz Bryk) – 15:56 Damian Kapica (Alan Łyszczarczyk, Marcin Kolusz) – 19:02 Adam Domogała (Oskar Jaśkiewicz, Mateusz Michalski) – 22:39 Damian Kapica (Bartłomiej Neupauer) – 24:00 Damian Kapica (Mateusz Bryk, Bartłomiej Neupauer) – 27:07 Filip Komorski (Mateusz Gościński) – 27:32 Damian Kapica – 41:06 | Damian Kapica (Patryk Wronka, Mateusz Bryk) – 15:56 Damian Kapica (Alan Łyszczarczyk, Marcin Kolusz) – 19:02 Adam Domogała (Oskar Jaśkiewicz, Mateusz Michalski) – 22:39 Damian Kapica (Bartłomiej Neupauer) – 24:00 Damian Kapica (Mateusz Bryk, Bartłomiej Neupauer) – 27:07 Filip Komorski (Mateusz Gościński) – 27:32 Damian Kapica – 41:06 | 1–0 1–1 2–1 3–1 4–1 4–2 5–2 6–2 7–2 7–3 | 17:53 – Vsevolod Tolstushko (Oleg Zadoyenko) 26:26 – Vitali Lyalka (Denys Petrukhno) 48:56 – Sergi Babynets (Olexander Peresunko, Vsevolod Tolstushko) (PH) | Rozhodčí: Kristijan Nikolic Čároví: David Nothegger Gašper Zganc |
| 6 min | 6 min | Tresty                                  | 10 min | Rozhodčí: Kristijan Nikolic Čároví: David Nothegger Gašper Zganc |
| 40 | 40 | Střely                                  | 21 | Rozhodčí: Kristijan Nikolic Čároví: David Nothegger Gašper Zganc |

| 29. dubna 2019 19:00 | Estonsko | 4-1 (1–0, 2–1, 1–0) | Nizozemsko | Tondiraba Icehall, Tallinn Návštěvnost: 1,952 |  |

| Report | |                     |                                        |                                                                |
| Villem-Henrik Koitmaa | Villem-Henrik Koitmaa | Brankáři            | Martijn Oosterwijk                     | Rozhodčí: Mads Frandsen Čároví: Ivan Nedeljković Yevgeni Yudin |
| Aleksei Sibirtsev – 04:10 Christopher Usov (Roman Andrejev, Aleksandr Petrov) – 20:50 Jaanus Sorokin (Riho Embrich) – 30:30 Robert Rooba (Lauri Lahesalu, Andrei Makrov) (PH) – 46:20 | Aleksei Sibirtsev – 04:10 Christopher Usov (Roman Andrejev, Aleksandr Petrov) – 20:50 Jaanus Sorokin (Riho Embrich) – 30:30 Robert Rooba (Lauri Lahesalu, Andrei Makrov) (PH) – 46:20 | 1–0 1–1 2–1 3–1 4–1 | 20:11 – Joey Oosterveld (Bartek Bison) | Rozhodčí: Mads Frandsen Čároví: Ivan Nedeljković Yevgeni Yudin |
| 6 min | 6 min | Tresty              | 12 min                                 | Rozhodčí: Mads Frandsen Čároví: Ivan Nedeljković Yevgeni Yudin |
| 43 | 43 | Střely              | 14                                     | Rozhodčí: Mads Frandsen Čároví: Ivan Nedeljković Yevgeni Yudin |

| 1. května 2019 12:00 | Nizozemsko | 1-8 (0–1, 1–4, 0–3) | Ukrajina | Tondiraba Icehall, Tallinn Návštěvnost: 398 |  |

| Report                                    |                                           |                                     | |                                                             |
| Tomislav Hrelja                           | Tomislav Hrelja                           | Brankáři                            | Bogdan Dyachenko | Rozhodčí: Miklós Haszonits Čároví: Jake Davis Yevgeni Yudin |
| Steven Mason (Ernesto Klem) (PH1) – 27:23 | Steven Mason (Ernesto Klem) (PH1) – 27:23 | 0–1 1–1 1–2 1–3 1–4 1–5 1–6 1–7 1–8 | 19:33 – Andriy Mikhnov 32:40 – Danil Skrypets (Olexander Peresunko, Sergi Babynets) 32:51 – Igor Merezhko (Oleg Zadoyenko, Dmytro Danylenko) 33:25 – Vitali Lyalka (Vsevolod Tolstushko, Andriy Mikhnov) 36:00 – Vadym Mazur (Andri Grygoryev, Andriy Mikhnov) 44:34 – Andriy Mikhnov (Vitali Lyalka, Vadym Mazur) (PH1) 49:49 – Vitali Lyalka (Andriy Mikhnov, Pylyp Pangelov-Yuldashev) (PH1) 58:49 – Vitali Lyalka (Andriy Mikhnov, Vadym Mazur) (PH1) | Rozhodčí: Miklós Haszonits Čároví: Jake Davis Yevgeni Yudin |
| 8 min                                     | 8 min                                     | Tresty                              | 2 min | Rozhodčí: Miklós Haszonits Čároví: Jake Davis Yevgeni Yudin |
| 10                                        | 10                                        | Střely                              | 48 | Rozhodčí: Miklós Haszonits Čároví: Jake Davis Yevgeni Yudin |

| 1. května 2019 15:30 | Japonsko | 5-2 (4–1, 0–0, 1–1) | Estonsko | Tondiraba Icehall, Tallinn Návštěvnost: 2,235 |  |

| Report | |                             | |                                                              |
| Michikazu Hata | Michikazu Hata | Brankáři                    | Roman Shumikhin | Rozhodčí: Geoffrey Barcelo Čároví: Jonas Merten Gašper Zganc |
| Kazuma Iwamoto (Makuru Furuhashi, Hiroto Sato) (PH1) – 00:44 Ryo Hashiba (Hiromichi Terao, Yuri Terao) (PH1) – 08:06 Yushiroh Hirano (Makuru Furuhashi, Ryo Hashimoto) (PH2) – 16:34 Kotaro Yamada (Hiromichi Terao, Yuri Terao) – 18:22 Kohei Sato (Ryo Hashiba, Tetsuya Saito) – 54:46 | Kazuma Iwamoto (Makuru Furuhashi, Hiroto Sato) (PH1) – 00:44 Ryo Hashiba (Hiromichi Terao, Yuri Terao) (PH1) – 08:06 Yushiroh Hirano (Makuru Furuhashi, Ryo Hashimoto) (PH2) – 16:34 Kotaro Yamada (Hiromichi Terao, Yuri Terao) – 18:22 Kohei Sato (Ryo Hashiba, Tetsuya Saito) – 54:46 | 1–0 1–1 2–1 3–1 4–1 5–1 5–2 | 03:37 – Eduard Slessarevskii (Andrei Makrov, Robert Arrak) 57:49 – Riho Embrich (Aleksandr Ossipov, Roman Shumikhin) (PH1) | Rozhodčí: Geoffrey Barcelo Čároví: Jonas Merten Gašper Zganc |
| 8 min | 8 min | Tresty                      | 14 min | Rozhodčí: Geoffrey Barcelo Čároví: Jonas Merten Gašper Zganc |
| 34 | 34 | Střely                      | 23 | Rozhodčí: Geoffrey Barcelo Čároví: Jonas Merten Gašper Zganc |

| 1. května 2019 19:00 | Polsko | 2–3 PP (0–1, 0–0, 2–1 - 0–1) | Rumunsko | Tondiraba Icehall, Tallinn Návštěvnost: 387 |  |

| Report | |                     | |                                                             |
| Przemysław Odrobny | Przemysław Odrobny | Brankáři            | Zoltán Tőke | Rozhodčí: Mads Frandsen Čároví: David Nothegger Toivo Tilku |
| Damian Kapic (Paweł Dronia, Patryk Wronka) (PH1) – 51:56 Krystian Dziubiński (Paweł Dronia, Bartłomiej Neupauer) (PP) – 59:37 | Damian Kapic (Paweł Dronia, Patryk Wronka) (PH1) – 51:56 Krystian Dziubiński (Paweł Dronia, Bartłomiej Neupauer) (PP) – 59:37 | 0–1 1–1 1–2 2–2 2–3 | 08:37 – Szilárd Rokaly (Tamás Részegh, Anton Butochnov) (PH2) 53:25 – Anton Butochnov 64:07 – Pavlo Borysenko (Roberto Gliga) (PH1) | Rozhodčí: Mads Frandsen Čároví: David Nothegger Toivo Tilku |
| 6 min | 6 min | Tresty              | 8 min | Rozhodčí: Mads Frandsen Čároví: David Nothegger Toivo Tilku |
| 38 | 38 | Střely              | 23 | Rozhodčí: Mads Frandsen Čároví: David Nothegger Toivo Tilku |

| 2. května 2019 12:00 | Japonsko | 2-3 (0–1, 0–1, 2–1) | Nizozemsko | Tondiraba Icehall, Tallinn Návštěvnost: 238 |  |

| Report | |                     | |                                                                     |
| Michikazu Hata                                                                                               | Michikazu Hata                                                                                               | Brankáři            | Martijn Oosterwijk | Rozhodčí: Miklós Haszonits Čároví: Ivan Nedeljković David Nothegger |
| Hiromichi Terao (Yuri Terao, Seiya Hayata) – 54:12 Yushi Nakayashiki (Makuru Furuhashi, Hiroto Sato) – 59:28 | Hiromichi Terao (Yuri Terao, Seiya Hayata) – 54:12 Yushi Nakayashiki (Makuru Furuhashi, Hiroto Sato) – 59:28 | 0–1 0–2 1–2 1–3 2–3 | 09:27 – Reno de Hondt (Giovanni Vogelaar) (PH1) 31:02 – Giovanni Vogelaar (Danny Stempher, Steve Mason) (náj.) 58:28 – Danny Stempher (Giovanni Vogelaar) (PP) | Rozhodčí: Miklós Haszonits Čároví: Ivan Nedeljković David Nothegger |
| 8 min | 8 min | Tresty              | 8 min | Rozhodčí: Miklós Haszonits Čároví: Ivan Nedeljković David Nothegger |
| 43 | 43 | Střely              | 24 | Rozhodčí: Miklós Haszonits Čároví: Ivan Nedeljković David Nothegger |

| 2. května 2019 15:30 | Ukrajina | 1-5 (0–2, 1–1, 0–2) | Rumunsko | Tondiraba Icehall, Tallinn Návštěvnost: 450 |  |

| Report                                                     |                                                            |                         | |                                                               |
| Bogdan Dyachenko                                           | Bogdan Dyachenko                                           | Brankáři                | Patrik Polc | Rozhodčí: Kristijan Nikolic Čároví: Toivo Tilku Yevgeni Yudin |
| Sergi Babynets (Nikita Butsenko, Vladyslav Gavryk) – 37:18 | Sergi Babynets (Nikita Butsenko, Vladyslav Gavryk) – 37:18 | 0–1 0–2 1–2 1–3 1–4 1–5 | 03:52 – Péter Balázs (Daniel Tranca) (PH1) 19:50 – Gergő Bíró (Pavlo Borysenko, Roberto Gliga) (PH1) 39:21 – Mircea Constantin (Daniel Tranca, Szilárd Rokaly) 47:39 – Anton Butochnov (Pavlo Borysenko, Gergő Bíró) 57:28 – Szilárd Rokaly | Rozhodčí: Kristijan Nikolic Čároví: Toivo Tilku Yevgeni Yudin |
| 6 min                                                      | 6 min                                                      | Tresty                  | 6 min | Rozhodčí: Kristijan Nikolic Čároví: Toivo Tilku Yevgeni Yudin |
| 31                                                         | 31                                                         | Střely                  | 20 | Rozhodčí: Kristijan Nikolic Čároví: Toivo Tilku Yevgeni Yudin |

| 2. května 2019 19:00 | Estonsko | 2–3 (0–1, 0–0, 2–2) | Polsko | Tondiraba Icehall, Tallinn Návštěvnost: 2,150 |  |

| Report                                                                                                 | |                     | |                                                            |
| Villem-Henrik Koitmaa                                                                                  | Villem-Henrik Koitmaa                                                                                  | Brankáři            | John Murray | Rozhodčí: Geoffrey Barcelo Čároví: Jake Davis Gašper Zganc |
| Andrei Makrov (Aleksandr Ossipov) (PH1) – 50:13 Robert Rooba (Robert Arrak, Aleksei Sibirtsev) – 52:52 | Andrei Makrov (Aleksandr Ossipov) (PH1) – 50:13 Robert Rooba (Robert Arrak, Aleksei Sibirtsev) – 52:52 | 0–1 0–2 0–3 1–3 2–3 | 14:57 – Filip Komorski (Szymon Marzec, Paweł Dronia) 45:44 – Filip Komorski 47:29 – Bartłomiej Neupauer (Marcin Kolusz, Filip Starzyński) | Rozhodčí: Geoffrey Barcelo Čároví: Jake Davis Gašper Zganc |
| 8 min                                                                                                  | 8 min                                                                                                  | Tresty              | 16 min | Rozhodčí: Geoffrey Barcelo Čároví: Jake Davis Gašper Zganc |
| 33 | 33 | Střely              | 33 | Rozhodčí: Geoffrey Barcelo Čároví: Jake Davis Gašper Zganc |

| 4. května 2019 12:00 | Rumunsko | 3–1 (1–0, 1–1, 1–0) | Nizozemsko | Tondiraba Icehall, Tallinn Návštěvnost: 431 |  |

| Report | |                 |                                      |                                                                  |
| Zoltán Tőke | Zoltán Tőke | Brankáři        | Martijn Oosterwijk                   | Rozhodčí: Geoffrey Barcelo Čároví: Jonas Merten Ivan Nedeljković |
| Gergő Bíró (Pavlo Borysenko, Yevhen Yemelianenko) (PH1) – 03:58 Attila Góga (Anton Butochnov, Szilárd Rokaly) (PH1) – 20:46 Péter Balázs (Yevhen Yemelianenko, Daniel Tranca) (PP) – 58:16 | Gergő Bíró (Pavlo Borysenko, Yevhen Yemelianenko) (PH1) – 03:58 Attila Góga (Anton Butochnov, Szilárd Rokaly) (PH1) – 20:46 Péter Balázs (Yevhen Yemelianenko, Daniel Tranca) (PP) – 58:16 | 1–0 2–0 2–1 3–1 | 37:26 – Levi Boer (Jasper Nordemann) | Rozhodčí: Geoffrey Barcelo Čároví: Jonas Merten Ivan Nedeljković |
| 10 min | 10 min | Tresty          | 22 min                               | Rozhodčí: Geoffrey Barcelo Čároví: Jonas Merten Ivan Nedeljković |
| 32 | 32 | Střely          | 15                                   | Rozhodčí: Geoffrey Barcelo Čároví: Jonas Merten Ivan Nedeljković |

| 4. května 2019 15:30 | Polsko | 7–4 (1–1, 4–0, 2–3) | Japonsko | Tondiraba Icehall, Tallinn Návštěvnost: 842 |  |

| Report | |                                             | |                                                              |
| John Murray | John Murray | Brankáři                                    | Takuto Onoda Michikazu Hata | Rozhodčí: Kristijan Nikolic Čároví: Jake Davis Yevgeni Yudin |
| Szymon Marzec (Mateusz Michalski, Marcin Kolusz) – 05:07 Krystian Dziubiński – 22:55 Mateusz Gościński – 23:13 Wronka (Damian Kapica, Marcin Kolusz) – 29:07 Bartłomiej Jeziorski (Tomasz Malasiński, Mateusz Bryk) – 38:21 Mateusz Bryk (Wronka, Filip Komorski) (PH1) – 52:00 Filip Komorski (Damian Kapica) – 59:30 | Szymon Marzec (Mateusz Michalski, Marcin Kolusz) – 05:07 Krystian Dziubiński – 22:55 Mateusz Gościński – 23:13 Wronka (Damian Kapica, Marcin Kolusz) – 29:07 Bartłomiej Jeziorski (Tomasz Malasiński, Mateusz Bryk) – 38:21 Mateusz Bryk (Wronka, Filip Komorski) (PH1) – 52:00 Filip Komorski (Damian Kapica) – 59:30 | 1–0 1–1 2–1 3–1 4–1 5–1 5–2 6–2 6–3 7–3 7–4 | 07:10 – Yuri Terao (Ryo Hashiba) (PH1) 42:48 – Yushi Nakayashiki (Hiroto Sato, Kohei Sato) (SH) 52:24 – Kota Shinohara (Hiroto Sato, Makuru Furuhashi) 59:58 – Yushi Nakayashiki (Makuru Furuhashi) | Rozhodčí: Kristijan Nikolic Čároví: Jake Davis Yevgeni Yudin |
| 10 min | 10 min | Tresty                                      | 8 min | Rozhodčí: Kristijan Nikolic Čároví: Jake Davis Yevgeni Yudin |
| 37 | 37 | Střely                                      | 25 | Rozhodčí: Kristijan Nikolic Čároví: Jake Davis Yevgeni Yudin |

| 4. května 2019 19:00 | Estonsko | 4-3 (1-3, 1-0, 1-0 - 1-0) | Ukrajina | Tondiraba Icehall, Tallinn Návštěvnost: 3,927 |  |

| Report | |                             | |                                                              |
| Villem-Henrik Koitmaa | Villem-Henrik Koitmaa | Brankáři                    | Bogdan Dyachenko | Rozhodčí: Mads Frandsen Čároví: David Nothegger Gašper Zganc |
| Aleksandr Petrov (Andrei Makrov) – 03:51 Mark Viitanen (Riho Embrich, Filipp Shvarogin) - 39:24 Roman Andrejev (Aleksandr Petrov) - 50:54 Robert Rooba (Lauri Lahesalu, Aleksandr Petrov) (PH1) - 61:22 | Aleksandr Petrov (Andrei Makrov) – 03:51 Mark Viitanen (Riho Embrich, Filipp Shvarogin) - 39:24 Roman Andrejev (Aleksandr Petrov) - 50:54 Robert Rooba (Lauri Lahesalu, Aleksandr Petrov) (PH1) - 61:22 | 0-1 0-2 1-2 1-3 2-3 3-3 4-3 | 01:35 – Igor Merezhko (Tymur Hrytsenko, Dmytro Nimenko) 01:55 – Vitali Lyalka (Pylyp Pangelov-Yuldashev, Igor Merezhko) 14:59 – Sergi Babynets (Volodymyr Cherdak) (PH1) | Rozhodčí: Mads Frandsen Čároví: David Nothegger Gašper Zganc |
| 2 min | 2 min | Tresty                      | 18 min | Rozhodčí: Mads Frandsen Čároví: David Nothegger Gašper Zganc |
| 38 | 38 | Střely                      | 17 | Rozhodčí: Mads Frandsen Čároví: David Nothegger Gašper Zganc |

## Statistiky

### Kanadské bodování
Toto je pořadí hráčů podle dosažených bodů, za jeden vstřelený gól nebo přihrávku na gól získal hráč jeden bod.
| Poř. | Hráč                | Záp. | G | A | Body | +/− | PTM |
| ---- | ------------------- | ---- | - | - | ---- | --- | --- |
| 1.   | Damian Kapica       | 5    | 6 | 4 | 10   | +11 | 2   |
| 2.   | Filip Komorski      | 5    | 6 | 1 | 7    | +6  | 2   |
| 3.   | Vitali Ljalka       | 5    | 6 | 1 | 7    | +3  | 2   |
| 4.   | Andrij Michnov      | 5    | 2 | 5 | 7    | +3  | 4   |
| 5.   | Bartłomiej Neupauer | 5    | 3 | 3 | 6    | +8  | 0   |
| 6.   | Pavlo Borysenko     | 5    | 2 | 4 | 6    | +4  | 6   |
| 7.   | Andrei Makrov       | 5    | 2 | 4 | 6    | +3  | 4   |
| 8.   | Hiroto Sato         | 5    | 1 | 5 | 6    | +3  | 4   |
| 9.   | Marcin Kolusz       | 5    | 0 | 6 | 6    | +11 | 0   |
| 10.  | Juši Nakajašiki     | 5    | 4 | 1 | 5    | +4  | 2   |

### Hodnocení brankářů
Pořadí nejlepších pěti brankářů na mistrovství podle úspěšnosti zásahů v procentech, brankář musel mít odehráno minimálně 40% hrací doby za svůj tým.
| Poř. | Hráč                  | Čas    | OG | POG   | PS  | Úsp%  | ČK |
| ---- | --------------------- | ------ | -- | ----- | --- | ----- | -- |
| 1.   | Zoltán Tőke           | 124:07 | 3  | 1.445 | 53  | 94.34 | 0  |
| 2.   | Patrik Polc           | 185:00 | 6  | 1.95  | 97  | 93.81 | 0  |
| 3.   | Martijn Oosterwijk    | 198:03 | 13 | 3.94  | 132 | 90.15 | 0  |
| 4.   | Mičikazu Hata         | 267:34 | 12 | 2.69  | 117 | 89.74 | 0  |
| 5.   | Villem-Henrik Koitmaa | 243:31 | 10 | 2.46  | 93  | 89.25 | 0  |